# 陆如山
陆如山（1924年8月20日—2020年3月17日），男，浙江宁波人，中国放射生物学家，中国医学科学院学术咨询委员会学部委员，北京协和医学院教授，世界卫生组织原助理总干事。

## 生平
1947年毕业于上海圣约翰大学化学系，留校任教。1957年毕业于苏联莫斯科第一医学院研究生院，获生物学副博士学位。历任中国医学科学院四川分院副院长、放射医学研究所所长、医学情报研究所图书馆所馆长等职。1982年至1988年，被世界卫生组织聘任为助理总干事。
晚年与夫人吴冠芸从事爱心助学等慈善活动。2020年3月17日在北京逝世。